# Хусаинов, Сеилхан Хасенович
Сеилхан Хусаинов (каз. Сейілхан Хасенұлы Құсайынов; 1928, Урдинский район Западно-Казахстанская область, КазССР, СССР — 14 января 2006) — советский и казахский дирижёр, композитор, домбрист, кюйши, музыкальный педагог. Заслуженный работник культуры Казахской ССР (1967).

## Биография
Родился в 1928 году в Ордынском районе Западно-Казахстанской области.
В 1946 году поступил в Алма-Атинскую государственную консерваторию в класс Ахмета Жубанова, который окончил с отличием в 1951 году.
В 1971 году окончил композиционное отделение Алма-Атинской государственной консерватории.
Трудовую деятельность начал в 1951 году художественным руководителем Костанайской областной филармонии по направлению Министерства культуры Казахской ССР.
С 1951 по 1954 год — художественный руководитель Костанайской областной филармонии.
С 1954 по 1956 год — преподаватель музыкальной школы для одаренных детей имени Куляш Байсеитовой (г. Алматы).
С 1956 по 1972 год — основатель, художественный руководитель и дирижер Гурьевского областного оркестра имени Дины Нурпеисовой, директор музыкального училища имени Дины Нурпеисовой.
С 1974 по 1977 год — заведующий музыкальным отделом Министерства культуры Казахской ССР.
С 1977 по 1980 год — главный дирижер объединения искусств «Казахконцерт».
С 1980 по 1983 год — основатель и дирижер фольклорного ансамбля «Отрар».
С 1983 по 1988 год — преподаватель, научный руководитель экспериментальной мастерской Алматинской государственной консерватории.
С 1988 по 1992 год — директор музыкальной школы Ералиевского района Мангистауской области, руководитель ансамбля «Мангыстау маржандары».
С 1993 по 1996 год — преподаватель музыкального факультета Казахского национального педагогического университета имени Абая.
С 1993 года персональный пенсионер Республики Казахстан.
Скончался 14 января 2006 года.

## Семья
- Жена: Раушан Нурпеисова (род. 1929), советская и казахская кобызистка, кюйши. Заслуженный деятель культуры Казахской ССР.
- Сын: Едиль Хусаинов (род. 1955), казахский композитор, мультиинструменталист. Заслуженный деятель культуры Республики Казахстан, кавалер ордена «Курмет».
- Дочь: Роза (1957—2003) и младший сын Ертыс (1962—2016).

## Награды и звания
- 1959 — Медаль «За трудовое отличие» — за выдающиеся заслуги в развитии казахского искусства и литературы и в связи с декадой казахского искусства и литературы в гор. Москве
- 1967 — Заслуженный работник культуры Казахской ССР
- 1970 — Медаль «В ознаменование 100-летия со дня рождения Владимира Ильича Ленина»
- 1980 — Почётный гражданин Ордынского района
- 1986 — Медаль «Ветеран труда»
- Отличник народного просвещения Казахской ССР
- Почетная грамота Верховного Совета Казахской ССР